# Olena Grechyjina
Olena Grechyjina –en ucraniano, Олена Гречихіна– (Donetsk, 11 de julio de 1991) es una deportista ucraniana que compitió en natación sincronizada.
Ganó tres medallas en el Campeonato Mundial de Natación de 2013, y ocho medallas en el Campeonato Europeo de Natación entre los años 2010 y 2016.

## Palmarés internacional
| Campeonato Mundial | Campeonato Mundial       | Campeonato Mundial | Campeonato Mundial |
| Año                | Lugar                    | Medalla            | Prueba             |
| ------------------ | ------------------------ | ------------------ | ------------------ |
| 2013               | Barcelona (España)       | Medalla de bronce  | Equipo técnico     |
| 2013               | Barcelona (España)       | Medalla de bronce  | Equipo libre       |
| 2013               | Barcelona (España)       | Medalla de bronce  | Combinación libre  |
| Campeonato Europeo |                          |                    |                    |
| Año                | Lugar                    | Medalla            | Prueba             |
| 2010               | Budapest (Hungría)       | Medalla de bronce  | Equipo             |
| 2010               | Budapest (Hungría)       | Medalla de bronce  | Combinación libre  |
| 2012               | Eindhoven (Países Bajos) | Medalla de plata   | Combinación libre  |
| 2014               | Berlín (Alemania)        | Medalla de oro     | Combinación libre  |
| 2014               | Berlín (Alemania)        | Medalla de plata   | Equipo             |
| 2016               | Londres (Reino Unido)    | Medalla de oro     | Equipo libre       |
| 2016               | Londres (Reino Unido)    | Medalla de plata   | Equipo técnico     |
| 2016               | Londres (Reino Unido)    | Medalla de plata   | Combinación libre  |